# Blanfordimys afghanus
Blanfordimys afghanus är en däggdjursart som först beskrevs av Thomas 1912.  Blanfordimys afghanus ingår i släktet Blanfordimys och familjen hamsterartade gnagare. Inga underarter finns listade.
Nyare verk listar arten i släktet åkersorkar (Microtus).

## Utseende
Arten når en kroppslängd (huvud och bål) av 65 till 125 mm, en svanslängd av 12 till 38 mm och en genomsnittlig vikt av 16 till 61 g. Allmänt är honor större än hannar. Pälsen är på ovansidan gråaktig med gula nyanser och undersidans päls är vit. Svansen är på ovansidan lite mörkare än på undersidan. Blanfordimys afghanus skiljer sig i avvikande detaljer av kraniet, penisbenet och tänderna från andra sorkar.

## Utbredning
Denna gnagare förekommer från västra Turkmenistan och nordöstra Iran till Afghanistan och sydöstra Uzbekistan. I bergstrakter når arten 3400 meter över havet. Habitatet utgörs av stäpper och halvöknar, ofta nära vattenansamlingar. Individerna bildar kolonier i komplexa tunnelsystem.

## Ekologi
Boet täcker en yta av 5 till 45 m² och det består av flera gångar, ett sovrum som ligger 50 till 120 cm under markytan samt flera förrådsrum. Upp till tre tunnlar går från sovrummet direkt till utgången och de andra tunnlarna ligger tät under ytan. Boets tunnlar är tillsammans 30 till 50 meter långa.
Arten livnär sig främst av gröna växtdelar, av unga växtskott och av blommor som kompletteras med frön och rötter. Ofta äts växter av starrsläktet och rötter av knölgröe (Poa bulbosa). I boets förrådsrum lagras 0,8 till 1,4 kg föda. Fortplantningen sker mellan september och mars utanför årets hetaste tid. Under tiden har honor två till fyra kullar. Efter 21 till 22 dagar dräktighet föds upp till 13 ungar.
Individerna är aktiva på morgonen och på eftermiddagen.

## Hotstatus
IUCN kategoriserar arten globalt som livskraftig.